# Ștefan Augustin Doinaș
Ștefan Augustin Doinaș, polgári nevén Ștefan Popa (Erdőskerek, 1922. április 26. – Bukarest, 2002. május 25.) román költő, esszéíró, műfordító.

## Életrajza
Jómódú családban született az Arad megyei Erdőskereken. A kommunista rendszerben a 16 hektárnyi földdel rendelkező szülőket kulákká nyilvánították.
Az általános iskolát a szülőfalujában végezte el, majd az aradi Moise Nicoară Líceumban tanult. Nagy hatással volt rá romántanára, Alecu Constantinescu (Paul Everac drámaíró apja). A középiskola alatt verseket (Vasile Alecsandri, Dimitrie Bolintineanu, Mihai Eminescu, Octavian Goga, George Coșbuc mellett Tudor Arghezi, Ion Barbu, Stéphane Mallarmé, Paul Valéry is) és verskritikákat (Perpessicius, Vladimir Streinu) olvasott.
Érettségi után, 1941 őszén Nagyszebenbe ment (a második bécsi döntés következtében ide költözött át a kolozsvári I. Ferdinánd Király Tudományegyetem), és az orvostudományi karra iratkozott be, de már első évtől kezdve hallgatta a bölcsészkari előadásokat is. 1944-ben átiratkozott a bölcsészetre, ahol tanárai Lucian Blaga (kultúrtörténet), Liviu Rusu (esztétika), D. D. Roșca (filozófiatörténet és általános filozófia) voltak. A nagyszebeni irodalmi kör tagja volt olyan társak mellett mint Ion Negoițescu, Radu Stanca, Ion Dezideriu Sirbu, Cornel Regman, Eugen Todoran, Ovidiu Cotruș, Radu Enescu stb.
1948-ban a diploma megszerzése után tanárként tért vissza szülőfalujába, ezt követően Nagyhalmágyon, illetve Gurahoncon volt román tanár, összesen hét évig. Ebben az időszakban írd egy színdarabot Brutus și fiii săi (Brutus és fiai) címmel, valamint a Sonetele mâniei (A harag szonettjei) című szonettciklust.
1955-ben elhagyta a tanári pályát és Bukarestben telepedett le, ahol újra találkozott az irodalmi kör néhány tagjával. Közös illúziójuk volt, hogy Sztálin halála és Hruscsov hatalomra kerülése után Romániában is enyhülés következik.
Kezdetben stilizálásokból élt, és sikerült kiadatnia néhány írását. 1956. január 1-jétől Radu Stanca támogatásával a Teatru (Színház) című folyóirat szerkesztője lett. 1957. február 3-án letartóztatták, és "feljelentés elmulasztása" miatt egy év börtönbüntetésre ítélték. A legújabb kutatások szerint fogvatartása alatt a Securitate informátora lett. Ion Caraion író az ő feljelentése alapján került börtönbe.
1958. február 5-én szabadult, 1958. április 8-án feleségül vette Irinel Liciut, a bukaresti opera prímabalerináját. 1963-ig ki volt tiltva az irodalmi életből; ez után George Ivaşcu alkalmazta a Lumea folyóiratnál. 1969-től a Secolul XX folyóirat szerkesztőségében dolgozott, és 1992-től főszerkesztője lett. Számos verseskötete és irodalomkritikai könyve jelent meg, és a világ nagy íróinak műveit fordította. 1992-ben a Román Akadémia tagjává vált.
80 éves kora körül, 2000-ben debütált prózaíróként a T de la Trezor című kötetével.
1992 és 1996 között a román szenátus tagja lett az Alianța Civică Párt színeiben. Politikai publicisztikát is írt, melyből kitűnt kérlelhetetlen antikommunista álláspontja.
2002. május 25-én hunyt el. Közvetlenül a halála után felesége öngyilkosságot követett el.

## Munkássága
Első verse 1939-ben jelent meg a Jurnalul literar című folyóiratban. 1947-ben elnyerte az Eugen Lovinescu-díjat az Alfabet poetic (Költői ábécé) című kötetével, amely azonban a kommunizmus térnyerése miatt már nem jelenhetett meg.
Első verseskötete, a Cartea mareelor (Az árapály könyve) csak 1964-ben jelent meg. A kötet régebbi verseket is tartalmazott az Alfabet poetic című ki nem adott kötetből, de újabb költeményeket is, amelyeket a hivatalos ideológiának tett engedmények jellemeztek. A kötetben szembeötlik költészetének átalakulása a ballada irányából az intellektuálisabb versek felé. További kötetei: Omul cu compasul (A körzős ember, 1966]), Seminția lui Laocoon (Laokoón magja, 1967), Papyrus (1974]), Hesperia (1979) és Foamea de UNU (Éhség az EGY-re, 1987). Az 1989-es rendszerváltás után jelent meg az Interiorul unui poem (Egy költemény belseje) și Psalmii (Zsoltárok). Legismertebb verse a Mistrețul cu colți de argint (Az ezüstagyarú vadkan).
Több esszékötete jelent meg a román költészetről és a költészetről általában: Lampa lui Aladin (Aladdin lámpása, 1970), Poezie și moda poetică (Költészet és költői divat, 1972), Orfeu și tentația realului (Orfeusz és a valóság kísértése, 1974), Lectura poeziei (A költészet olvasása, 1980).
Munkásságában az összes irodalmi műfaj jelen van. Irodalmi és kulturális érdemeinek elismeréseképpen 1992-ben a Román Akadémia tagja lett.
A világirodalom legjelentősebb költőit fordította kezdve Goethe Faust-jával, folytatva Friedrich Hölderlin, Stéphane Mallarmé, Gottfried Benn és Paul Valéry verseivel. Fordított még Giovanni Papini, Gerhart Hauptmann, Jorge Guillén, Rubén Darío, Wolf von Aichelburg, Martin Buber és mások műveiből is.
Művei francia, német, angol, olasz, spanyol, macedón, szerb, szlovén, bolgár, magyar nyelven is megjelentek.

## Művei

### Verseskötetek
- Cartea mareelor. București: Editura pentru Literatură. 1965
- Omul cu compasul. București: Editura pentru Literatură. 1966
- Seminția lui Laokoon. București: Tineretului. 1966
- Ipostaze. București: Tineretului. 1966
- Alter ego. București: Cartea Românească. 1970
- Ce mi s-a întâmplat cu două cuvinte. București: Cartea Românească. 1972
- Papirus. București: Cartea Românească. 1974
- Anotimpul discret. București: Cartea Românească. 1975
- Hesperia.București: Cartea Românească. 1979
- Poeme. București: Cartea Românească. 1983
- Vânătoare cu șoim. București: Cartea Românească. 1985
- Interiorul unui poem. București: Cartea Românească. 1990
- Arie și ecou. 1991
- Lamentații. 1993
- Aventurile lui Proteu. București: Humanitas. 1995
- Alexandru refuzînd apa

### Esszé és irodalomkritika
- Lampa lui Diogene. București: Editura pentru Literatură. 1970
- Poezie și modă poetică. București: Eminescu. 1972
- Orfeu și tentația realului. București: Eminescu. 1974
- Lectura poeziei. București: Cartea Românească. 1980
- Măștile adevărului poetic. București: Cartea Românească. 1992
- Poeți români. București: Eminescu. 1999

### Gyermekirodalom
- Povești cum altele nu-s. București: Ion Creangă. 1974
- Povestea celor zece frați. București: Ion Creangă. 1976

### Színház
- Brutus și fiii săi. 1996

### Próza
- T de la Trezor. București: Ed. Fundația Culturală "Secolul 21". 2000

## Magyarul megjelent művei
- Az én birodalmam. Versek. Vál., ford. Szilágyi Domokos. Bukarest: Kriterion. 1975

Művei megjelentek az alábbi kötetekben is:
- Csillagok születése. A mai román költészet antológiája. Szerk. Constantin Cubleșan. Kolozsvár: Dacia. 1972
- Himnusz a román földhoz: Költők a hazáról, a pártról. Vál., ford. Emil Gherasim. Temesvár: Facla. 1977
- Földi üzenet: Román költők versei. Összeáll. Franyó Zoltán, Jegyz. Imecs Jolán. Bukarest: Kriterion. 1979
- Szilágyi Domokos: Válogatott versek és műfordítások / Kortársunk, Arany János (Tanulmány). Budapest: Magvető. 1979
- Az idő lovai. Vál., szerk. Tornai József. Budapest: Móra. 1980
- Székely János: A költő életei: Szilágyi Domokos (1938–1976). Bukarest: Kriterion. 1986
- Ismerem ezt a földet: Versek a hazáról. Összeáll. Barabás Zoltán. Bukarest: Kriterion. 1986
- Korunk évkönyv 1989
- Mi-am regasit patria = Hazára találtam : poezii de poeți români și maghiari ; román és magyar költők versei. Szerk. Németi Rudolf, Soós Kálmán. Budapest: Országos Béketanács. 1990
- Szonett, aranykulcs. 1001 szonett a világirodalomból. Vál. Somlyó György. Budapest: Orpheusz. 1991
- Lendvay Éva: Árnyék a falon: válogatott versek és műfordítások. Brassó: Fulgur. 1994
- Kötött formájú költemények antológiája. összeáll. és a verstani magyarázatokat írta Mózes Huba. Budapest: Balassi. 1997
- Szegényeknek – palota. XX. századi román esszék. Vál. és a bevezetőt írta Kántor Lajos; ford. Borsi-Kálmán Béla, Kántor Erzsébet, Zirkuli Péter. Budapest: Balassi. 1998

## Fordítás
- Ez a szócikk részben vagy egészben  a(z)   Ştefan Augustin Doinaş című román Wikipédia-szócikk ezen változatának fordításán alapul.  Az eredeti cikk szerkesztőit annak laptörténete sorolja fel. Ez a jelzés csupán a megfogalmazás eredetét és a szerzői jogokat jelzi, nem szolgál a cikkben szereplő információk forrásmegjelöléseként.